# Посольство Финляндии в Таллине
Посо́льство Финля́ндии в Та́ллине (эст. Soome suursaatkond Tallinnas) — дипломатическое представительство Финляндии в Эстонии. Расположено на Вышгороде по адресу улица Кохту 4. Здание посольства является старейшим из всех в мире зданий дипломатических представительств Финляндии.

## Расположение
Посольство Финляндии расположено в самом центре Вышгорода, рядом с площадью Кирику, в двухстах метрах от замка Тоомпеа, где работает парламент Эстонии. В соседнем здании через дорогу, бывшем здании Эстляндского рыцарства, в первые годы независимости Эстонии работало Министерство иностранных дел. Участок недвижимости расположен на высокой скале, откуда открывается вид на весь Таллин; часть её выходит на улицу Кохту, часть — в сторону улицы Пикк-Ялг.

## История
Министр иностранных дел Финляндии Рудольф Холсти объявил о признании Эстонии де-юре 8 июня 1920 года. Финляндия была первой страной, признавшей Эстонскую республику после того, как Эстония подписала Тартуский мирный договор с Советской Россией.
Посольство фактически состоит из пяти строений, возведённых начиная с 1770-х годов. Свой нынешний вид весь комплекс приобрёл в середине XIX века, когда владелец мызы Штейн-Фиккель остзейский барон Бернард Отто Якоб фон Икскюль (Bernhard Otto Jakob von Uexküll) построил здесь себе виллу. Лето мызники обычно проводили на своих мызах, а зимой проживали в городских особняках, чтобы проводить время в «высшем обществе». Комплекс строений в стиле ренессанса спроектировал Георг Винтергальтер. В ходе проведённой после провозглашения независимости Эстонии земельной реформы крупные землевладельцы-немцы были принуждены продать свои городские резиденции. Среди покупателей был один из известнейших эстонских политиков того времени, банкир и будущий государственный старейшина, а затем президент Эстонии Константин Пятс. Дом барона фон Икскюля он купил в 1922 году. Пятс взял банковский кредит, выполнил в доме хороший ремонт и поселился в его крыле, выходящем на площадь Кирику. Часть недвижимости, выходящей в сторону улицы Пикк-Ялг, в 1923 году заняло посольство Финляндии и чуть позже — посольство Венгрии.
Выплата кредита оказалась для Константина Пятса непосильной, и в 1926 году он предложил всю недвижимость финскому посольству. Сделка состоялась 30 ноября 1926 года, её стоимость составила 25 миллионов эстонских марок. Официальным адресом посольства был ул. Пикк-Ялг 14. Константин Пятс стал арендатором и жил в своём бывшем доме до 1938 года, когда переехал в президентскую резиденцию в Кадриорге. В доме осталась жить семья его сына, Виктора Пятса. Весной 1940 года Константин Пятс отказался от арендного договора (который в письменном виде отсутствовал). Венгерское посольство в 1928 году переехало в Хельсинки.

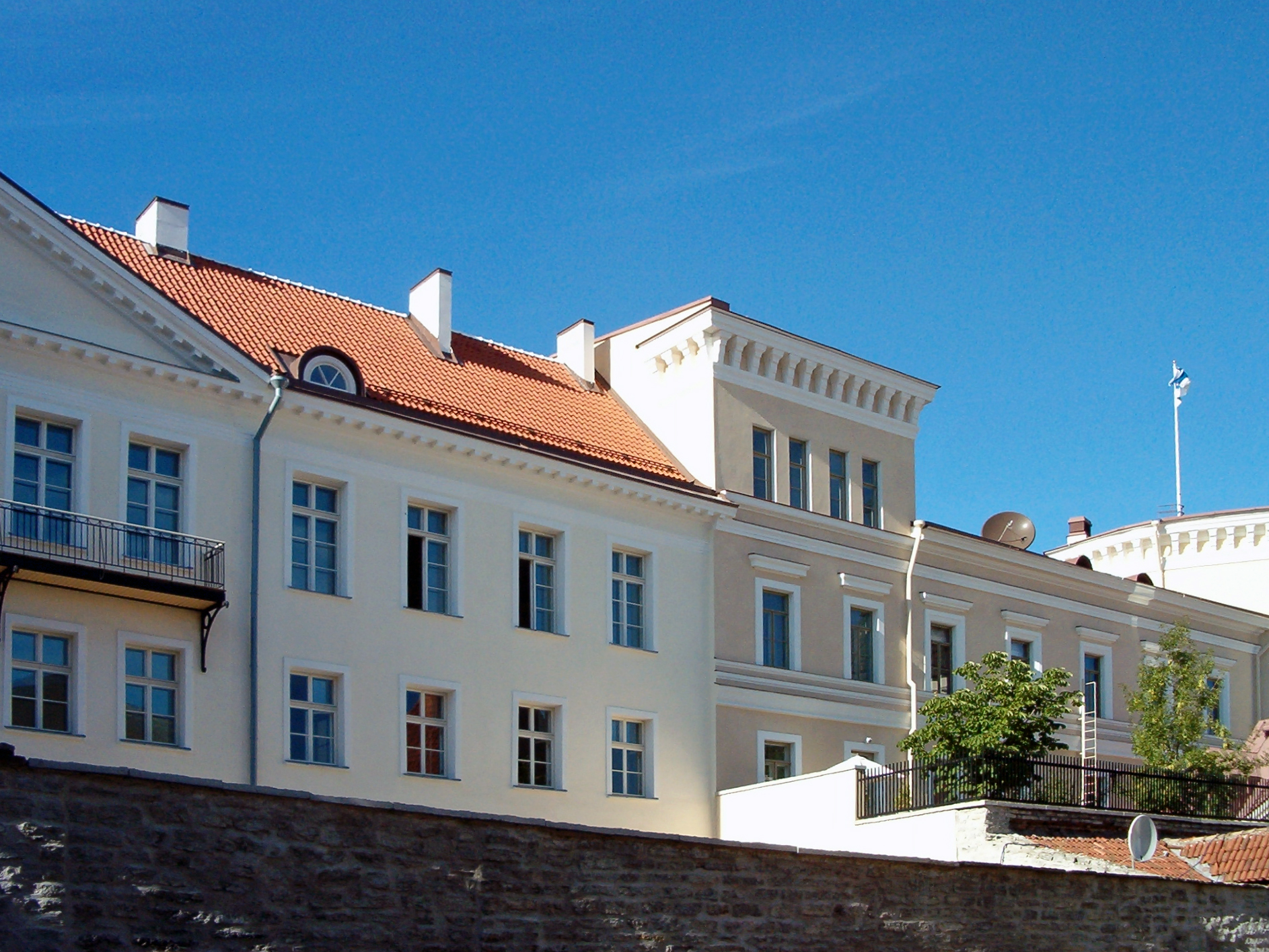
Вид на посольство с улицы Пикк-Ялг

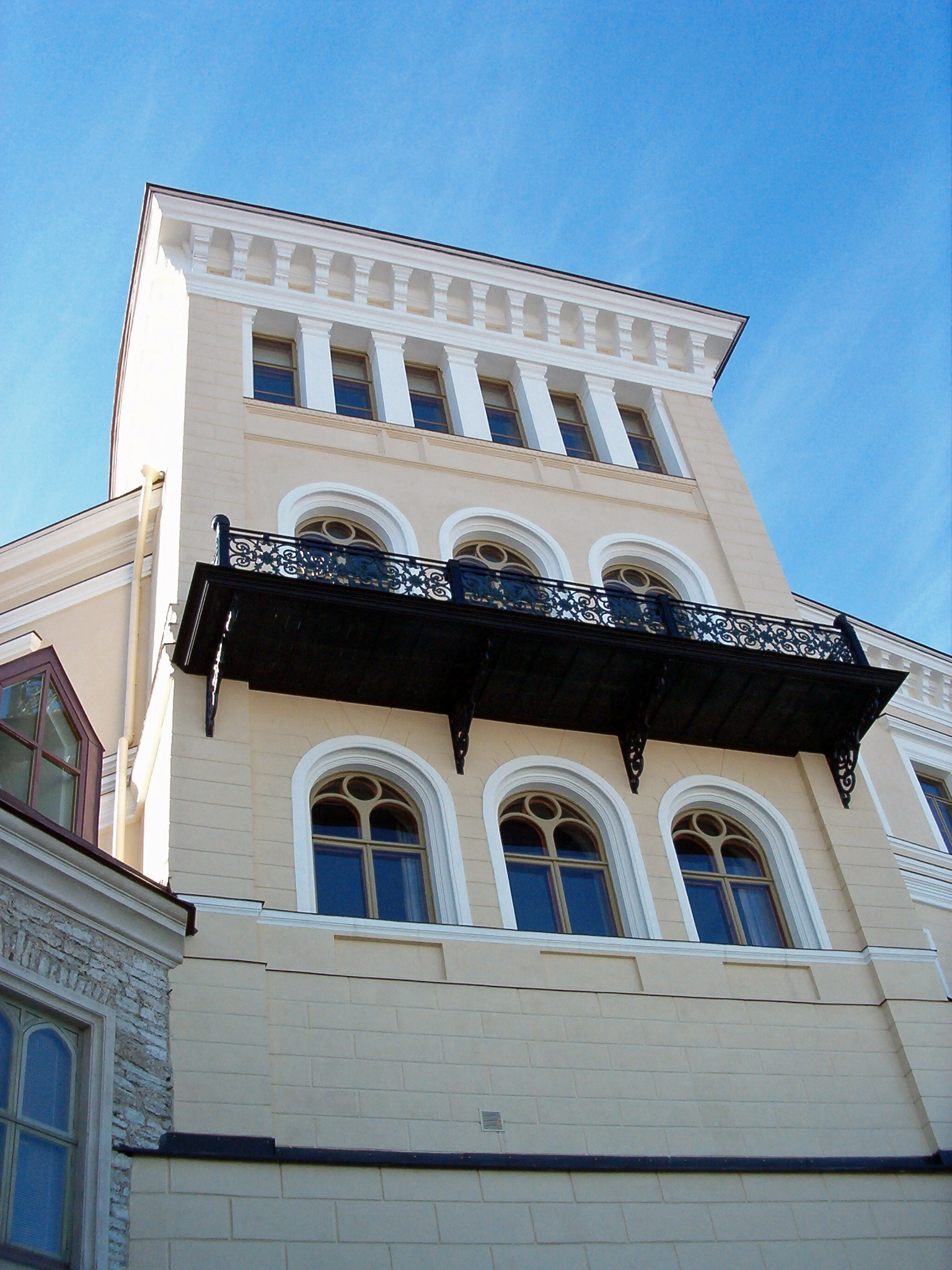
Фрагмент заднего фасада здания посольства

После Зимней войны посольство Финляндии стало готовиться к эвакуации, в августе 1940 года советское правительство потребовало его закрытия. В том же месяце секретарь посольства Уно Саломон Койстинен (Uno Salomon Koistinen) покинул Эстонию. В годы фашистской оккупации в здании располагались немецкий военный суд и полиция безопасности СС. После окончания Второй мировой войны, в 1947 году, согласно Парижскому мирному договору, Финляндия передала свои бывшие посольские здания Советскому Союзу. В часть комплекса зданий, которую ранее занимал Константин Пятс, переехало несколько кафедр Таллинского политехнического института, в главном здании до восстановления независимости Эстонии работал музыкальный отдел Национальной библиотеки.
Финляндско-эстонские дипломатические отношения были восстановлены 24 августа 1991 года. В 1993 году между странами был подписан договор о возвращении Финляндии её бывших посольских зданий. Амортизированные здания на улице Кохту восстанавливались в 1994—1996 годах под руководством финских архитекторов Кяпи Паавилайнена (Käpy Paavilainen) и Симо Паавилайнена (Simo Paavilainen). 12 ноября 1996 года состоялось торжественное открытие посольства Финляндии в Эстонии, в котором приняли участие президент Финляндии Мартти Ахтисаари и президент Эстонии Леннарт Мери.

## Археологические находки
В 1993 году при раскопках фундамента посольства были обнаружены следы древнего человеческого жилья. Анализы, проведённые методом радиоуглеродного датирования, показали, что некоторые из них относятся к VII веку. Среди прочего археологи нашли небольшую бронзовую лошадь-украшение примерно 700-летнего возраста и множество других предметов. Во время строительства подземного архивного помещения были обнаружены остатки фундамента крепостной башни XIII века.